# Ричардс, Майра
Майра Ричардс (англ. Myra Reynolds Richards; 1882—1934) — американский скульптор и педагог.

## Биография
Родилась 31 января 1882 года в городе Индианаполисе.

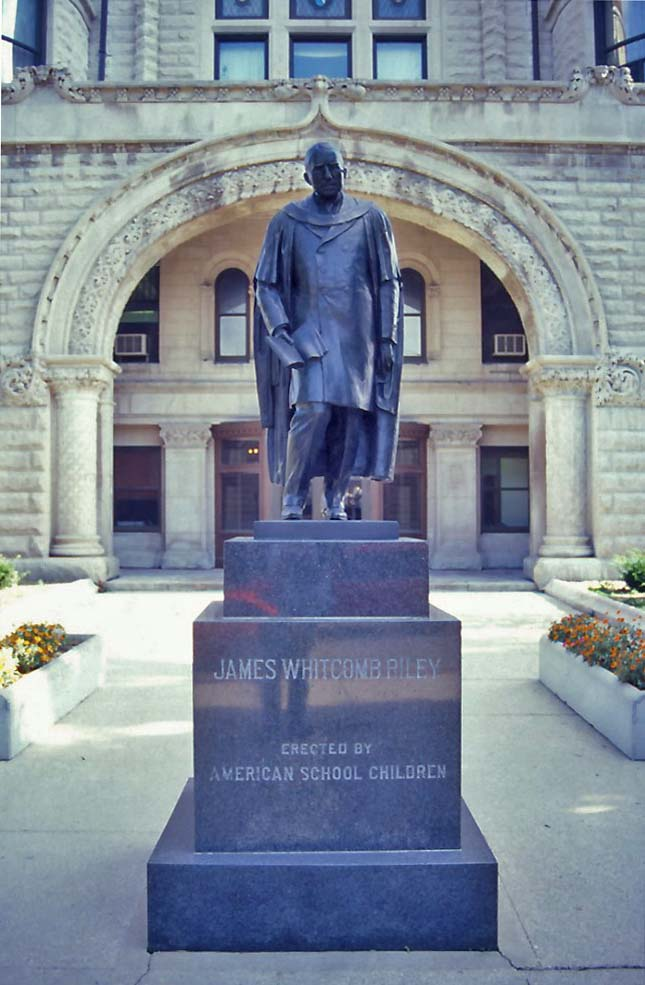
Памятник Джеймсу Райли в городе Гринфилде, 1918 год

Искусству училась в Herron Art Institute в Индианаполисе вместе с Джоном Адамсом, Уильямом Форсайтом, Clifton Wheeler, Rudolf Schwarz и George Zolnay. В числе её учителей были Отто Старк, Mary Robinson и Roda Selleck.
Также обучалась в Нью-Йорке под руководством Исидора Конти и в Париже вместе с Шарлем Деспио в Académie Scandinave (между 1929 и 1931 годами). Вернувшись из Парижа, поселилась в Нью-Йорке вместе с матерью.
Преподавала в индианаполисском институте Herron Art Institute.
Свои работы Ричардс выставляла в штате Индиане, а также в Чикаго, Нью-Йорке, Филадельфии, Сан-Франциско и Париже. Была членом Indiana Society of Sculptors, Art Association of Indianapolis, Indiana Artists Club и Hoosier Salon Patrons Association. Являлась одним из членов-основателей женского Ротари-клуба в Индианаполисе — Woman’s Rotary Club of Indianapolis.
Умерла в 1934 году.
Майра Ричардс была замужем и развелась с Хью Ричардсом, у них был один сын.